# Сан-Прокопіо
Сан-Прокопіо (італ. San Procopio, сиц. San Procopiu) — муніципалітет в Італії, у регіоні Калабрія,  метрополійне місто Реджо-Калабрія‎.
Сан-Прокопіо розташований на відстані близько 500 км на південний схід від Рима, 95 км на південний захід від Катандзаро, 29 км на північний схід від Реджо-Калабрії.
Населення — 537 осіб (2014).
Щорічний фестиваль відбувається 8 липня. Покровитель — San Procopio.

## Демографія
Населення за роками:

Станом на 1 січня 2023 року в муніципалітеті офіційно проживав 1 іноземець (громадянин Румунії).

## Сусідні муніципалітети
- Козолето
- Мелікукка
- Оппідо-Мамертіна
- Сант'Еуфемія-д'Аспромонте
- Семінара
- Сінополі